# Bachmanns Teglværk
Bachmanns Teglværk A/S var et dansk teglværk.
Teglværket var til at begynde med et gårdteglværk, som nævnes første gang i 1860, men som formodentligt blev etableret året før af Jørgen Jørgensen. Han solgte den 28. april 1865 gård og teglværk til konstitueret godsinspektør på Sandbjerg Gods Johannes Jürgen Bachmann.
Fra 1907 ejedes teglværket af H.F. Bachmann. Ved hans død i 1950 blev det omdannet til et interessentskab med C.H. Bachmann som direktør. I 1970 blev selskabet omdannet til et aktieselskab med familien Bachmann som eneaktionærer. Fra 2004 var A/S Bachmanns Teglværk ejet af Vesterled Teglværk A/S og Carl Matzens Teglværker A/S. I 2010 lukkede værket og medarbejderne blev afskediget. Marc Bachmann var værkets sidste direktør.
Bachmanns Teglværk var et teknologisk forgangsværk. Som det første teglværk i Danmark indførte kammertørring i 1952, og tunnelovnen fra 1959 var også landets første til teglværksbrug.
Værkets sidste adresse var Amtsvejen 23, Sønderborg.